# Miguel Ángel Ayza Gámez
Miguel Ángel Ayza Gámez (Valencia, 13 de diciembre de 1969) es un exárbitro español de fútbol de la Primera División de España. Pertenecía al Comité de Árbitros de la Comunidad Valenciana.

## Trayectoria
Permaneció 4 temporadas en Segunda División de España, donde acumuló 75 encuentros arbitrados. Debutó en Primera División de España el 28 de agosto de 2005 en el Real Club Deportivo Espanyol de Barcelona contra el Getafe Club de Fútbol (0-2).
En la temporada 2005/06 arbitró un encuentro de liga entre el Club Atlético de Madrid y el Sevilla Fútbol Club, que resultó ser muy polémico ya que suspendió el encuentro en el minuto 76 por lanzamientos de objetos al terreno de juego, y posteriormente tras desalojarse al completo el estadio Vicente Calderón, lo reanudó minutos después a puerta vacía.
Tras nueve temporadas, se retiró en la temporada 2013/14. El último encuentro que dirigió fue el Real Betis Balompié-Real Sociedad de Fútbol (0-1) el 26 de abril de 2014.